# El Agustino
El Agustino és un districte de la província de Lima al Perú. És part de la ciutat de Lima.
Oficialment establert com a districte el 6 de gener de 1965, l'actual alcalde d'El Agustino és Víctor Modesto Salcedo Ríos.

## Geografia
El districte té una superfície de 12,54 km². El seu centre administratiu està situat 197 metres sobre el nivell del mar. Originalment el límit amb Ate era marcat per la séquia  Río Surco , però el 1989 la part oriental d'El Agustino (est del turó de El Agustino, que donava el seu nom al districte) es van dividir per formar el districte Santa Anita amb la secció de Santa Anita i àrees al voltant.

### Límits
- Cap al nord: San Juan de Lurigancho i Lurigancho
- A l'est: Ate i Santa Anita
- Cap al sud: Ate, San Luis, La Victòria
- Cap a l'oest: Lima

## Demografia
Segons una estimació del 2002, feta per l'INEI, el districte té 166.177 habitants i una densitat de població de 13.251,8 persones/km². El 1999 hi havia 32.910 cases al districte. És el 25è districte més poblat a Lima.